# Motorsport i Rumänien
Rumänien är ett land där intresset för motorsport stadigt ökat sedan kommunistregimens fall 1989.

## Verksamhet
Redan innan andra världskriget arrangerades Rumäniens Grand Prix på Bukarests gator. Tävlingarna hölls både 1937 och 1939, innan kriget bröt ut. I Niculae Ceauşescus diktatur förekom i stort sett ingen motorsport, utan det dröjde ända fram till 2007 innan Rumänien åter stod värd för ett internationellt motorsportevenemang, då FIA GT och Brittiska F3-mästerskapet kom till en bana byggd kring Bukarests presidentpalats. Efter två år valde den nya borgmästaren i Bukarest att ställa in evenemanget, då han själv inte tyckte om de höga kostnaderna.
Rumänien har haft ett flertal förare som försökt ta sig fram på den internationella scenen med varierande framgång. Den mest framgångsrika är den Rumänienfödde belgaren Michael Herck, som valt att tävla för Rumänien och varit nära att lyckas vinna i GP2.